# Reeze
Reeze (* 4. November 1993 in Stuttgart; bürgerlich Dominik Reezmann) ist ein deutscher Webvideoproduzent, Streamer und Podcaster.

## Persönliches
Dominik Reezmann absolvierte 2013 sein Abitur und begann kurz darauf ein Informatikstudium in Stuttgart. Etwas später wechselte er zu einem Wirtschaftsinformatikstudium – ebenfalls in Stuttgart. Neben dem Studium arbeitete er als Projektmanager in einer Webagentur.
Er begann 2015 mit ersten YouTube-Versuchen und streamt seit 2017 auf der Plattform Twitch. Im Februar 2021 wechselte er zur Kölner Managementfirma Newbase GmbH. Seit August 2021 ist er Vollzeit-Content-Creator.

## Medialer Auftritt
In seinen Anfängen als Streamer lernte er Kevin Teller, besser bekannt als Papaplatte, kennen und startete mit ihm 2018 den Podcast Edeltalk. Parallel dazu begann er auch den Podcast Café Alman mit Niklas Hennings und dem Streamer und Podcaster Henke, den sie 2024 wieder beendeten. 2019 erhielt er die Auszeichnung „Stream des Jahres“ bei den German Web Awards. 2023 nahm er gemeinsam mit seinem Freund Papaplatte an der 3. Staffel der Survival-Show 7 vs. Wild teil. Der Podcast Edeltalk wird seit 2024 im Auftrag von funk produziert. Seit 2025 ist er Moderator der ARD-Twitch-Show Comedy Clash. Bereits zuvor hatte er den Recap 2024 moderiert, einen Rückblick der wichtigsten popkulturellen Ereignisse des Jahres 2024 auf dem Twitch-Kanal der ARD. Im April 2025 gründete Reeze gemeinsam mit dem Content Creator Rumathra den G2 Football Club, der in der Kings League Germany spielt.
Er berichtet hauptsächlich über Computerspiele, Reisen sowie Lifestyle-, Musik- und Kochthemen.

## Auszeichnungen
StreamAwards 2023 in den Kategorien:
- Beste Zuschauerinteraktion – „Random Sidequest“
- Bestes Streaming Event – Edeltour 2

StreamAwards 2024 in den Kategorien:
- Bester Cringe Moment – „Ein kleines Foto“
- Bestes mehrtägiges Event – Edeltour 3
- Most Surreal Moment – „Lass mich mal machen“

## Schriften
- mit Papaplatte unter Mitarbeit von Mikkel Robrahn: Edeltalk. Anthologie. riva Verlag, München 2022, ISBN 978-3-96775-080-5 (Spiegel-Bestseller in der Kategorie Sachbuch Paperback[11]).